# Schmidt (Orgelbauerfamilie, Pfalz)
Schmidt ist der Name einer Orgelbauerfamilie im 18. und 19. Jahrhundert, die über drei Generationen hauptsächlich von Rockenhausen und Kirchheimbolanden aus in der Pfalz wirkte.

## Familie
Philipp Christian Schmidt I. (* 1762 in Dill; † nach 1833) war der Begründer der Orgelbauerfamilie. Er erlernte das Handwerk bei Stumm und machte sich nach seiner im Jahr 1788 in Rockenhausen erfolgten Hochzeit auch dort selbstständig. Um 1800 siedelte er mit seiner Werkstatt nach Kirchheimbolanden um.
Seine beiden Söhne Philipp Christian II. (* 1794 in Rockenhausen; † Unbekannt) und Philipp Wilhelm (* 1798 in Rockenhausen; † Unbekannt) bildete er in seinem Handwerk aus. Sie übernahmen um 1830 das Geschäft ihres Vaters. Von ihnen ist lediglich eine zweimanualige Orgel bekannt, die sie 1832 in der Protestantischen Stadtkirche von Obermoschel schufen.
Die beiden Enkel Philipp Christians, Karl Daniel Schmidt und Philipp Schmidt siedelten mit der Werkstatt nach Göllheim um. Sie führten von dort ab etwa 1870 bis kurz nach 1900 noch Reparaturen an Orgeln durch.

## Werkliste Philipp Christians I. (unvollständig)
Diese Werkliste umfasst die fachlich bekannten Werke Philipp Christian Schmidts. Das Jahr in der ersten Spalte meint das Jahr der Fertigstellung. In der vierten Spalte bezeichnet die römische Zahl die Anzahl der Manuale, ein großes „P“ ein selbstständiges Pedal. Die arabische Zahl gibt die Anzahl der klingenden Register an. Die letzte Spalte bietet Angaben zum Erhaltungszustand und zu Besonderheiten sowie Links mit weiterführender Information. Leere Felder zeigen an, dass die zugehörige Information nicht bekannt ist.
| Jahr      | Ort                      | Gebäude                | Manuale | Register | Bemerkungen |
| --------- | ------------------------ | ---------------------- | ------- | -------- | --- |
| 1788      | Rockenhausen             |                        | I       | 17       | Neubau |
| 1789      | Obermoschel              | Protestantische Kirche | I       | 17       | Umbau |
| 1793      | Dielkirchen              | Protestantische Kirche | II      | 25       | Neubau |
| 1802      | Steinbach am Donnersberg | Protestantische Kirche | I       |          | Wiederherstellung eines Instrumentes von Johann Valentin Senn (Seebach), nachdem 1793 nahezu alle Zinnpfeifen geraubt waren |
| 1812      | Marnheim                 |                        | I       | 13       | Neubau |
| 1824      | Speyer                   | Kaiser- und Mariendom  | I       | 10       | Neubau, Chororgel |
| Unbekannt | Neuhemsbach              | Schlosskirche          | I       | 9        | Neubau |